# ستيفن كلارك (سباح)
ستيفن كلارك (بالإنجليزية: Stephen Clarke) (و. 1973  م) هو سباح كندي، شارك في الألعاب الأولمبية الصيفية 1996، والألعاب الأولمبية الصيفية 1992، وSwimming at the 1992 Summer Olympics – Men's 4 × 100 metre medley relay ‏.
.

## روابط خارجية
- ستيفن كلارك على موقع الاتحاد الدولي للسباحة (الإنجليزية)
- ستيفن كلارك على موقع اللجنة الأولمبية الدولية (الإنجليزية)
- ستيفن كلارك على موقع أوليمبيديا (الإنجليزية)
- ستيفن كلارك على موقع اللجنة الأولمبية الكندية (الإنجليزية)
- ستيفن كلارك على موقع اتحاد ألعاب الكومنولث (مؤرشف) (الإنجليزية)